# UCI World Calendar 2009
Der UCI World Calendar sowie das zugehörige World Ranking lösten in der Saison 2009 die UCI ProTour ab. Diese existierte zwar formal weiterhin, es wurden allerdings keine Punkte vergeben oder Ranglisten veröffentlicht. Der World Calendar 2009 umfasste neben den 14 ProTour-Rennen noch 10 weitere wie z. B. die Tour de France, den Giro d’Italia oder die Vuelta a España. Diese Rennen wurden durch eine eigene Kategorie (HIS – Historische Rennen) gekennzeichnet. Teilnehmer waren die 18 UCI ProTeams sowie, wenn sie von einem Veranstalter eingeladen wurden, die 21 Professional Continental Teams.

## Teams
UCI Pro Teams:
| Frankreich ag2r La Mondiale Bbox Bouygues Télécom Cofidis, le crédit en ligne Française des Jeux | Spanien Caisse d’Epargne Euskaltel-Euskadi Fuji-Servetto | Belgien Quick Step Silence-Lotto | Italien Lampre-N.G.C. Liquigas | USA Garmin-Slipstream Team Columbia-High Road |
| Dänemark Team Saxo Bank                                                                          | Deutschland Team Milram                                  | Kasachstan Astana                | Niederlande Rabobank           | Russland Katjuscha                            |

Professional Continental Teams, die Punkte für das World Ranking erzielt haben:
| Spanien Andalucía-Cajasur Contentpolis-AMPO Xacobeo Galicia | Belgien Landbouwkrediet-Colnago Topsport Vlaanderen-Mercator | Irland Ceramica Flaminia-Bossini Docce L.P.R. Brakes-Farnese Vini | Italien Acqua & Sapone ISD             | Niederlande Skil-Shimano Vacansoleil Pro Cycling Team |
| Frankreich Agritubel                                        | Schweiz Cervélo TestTeam                                     | USA BMC Racing Team                                               | Venezuela Serramenti PVC Diquigiovanni | Vereinigtes Königreich Team Barloworld                |

## Rennen
Rennen der HIS-Kategorie sind kursiv dargestellt.
| Datum                    | Rennen                   | Sieger               | Ergebnis | Führender Einzelwertung | Führender Teamwertung | Führender Nationenwertung |
| ------------------------ | ------------------------ | -------------------- | -------- | ----------------------- | --------------------- | ------------------------- |
| 20.–25. Januar           | Tour Down Under          | Allan Davis          | Ergebnis | Allan Davis             | Quick Step            | Australien                |
| 8.–15. März              | Paris–Nizza              | Luis León Sánchez    | Ergebnis | Allan Davis             | Quick Step            | Spanien                   |
| 11.–17. März             | Tirreno–Adriatico        | Michele Scarponi     | Ergebnis | Allan Davis             | Quick Step            | Spanien                   |
| 21. März                 | Mailand–Sanremo          | Mark Cavendish       |          | Allan Davis             | Quick Step            | Australien                |
| 5. April                 | Flandern-Rundfahrt       | Stijn Devolder       |          | Allan Davis             | Quick Step            | Australien                |
| 8. April                 | Gent–Wevelgem            | Edvald Boasson Hagen |          | Allan Davis             | Quick Step            | Australien                |
| 6.–11. April             | Baskenland-Rundfahrt     | Alberto Contador     | Ergebnis | Alberto Contador        | Quick Step            | Spanien                   |
| 12. April                | Paris–Roubaix            | Tom Boonen           |          | Heinrich Haussler       | Quick Step            | Spanien                   |
| 19. April                | Amstel Gold Race         | Sergei Iwanow        |          | Heinrich Haussler       | Quick Step            | Spanien                   |
| 22. April                | Wallonischer Pfeil       | Davide Rebellin      |          | Heinrich Haussler       | Quick Step            | Spanien                   |
| 26. April                | Lüttich–Bastogne–Lüttich | Andy Schleck         |          | Heinrich Haussler       | Quick Step            | Spanien                   |
| 28. April–3. Mai         | Tour de Romandie         | Roman Kreuziger      | Ergebnis | Heinrich Haussler       | Quick Step            | Spanien                   |
| 18.–24. Mai              | Katalonien-Rundfahrt     | Alejandro Valverde   | Ergebnis | Heinrich Haussler       | Caisse d’Epargne      | Spanien                   |
| 9.–31. Mai               | Giro d’Italia            | Denis Menschow       | Ergebnis | Denis Menschow          | Cervélo TestTeam      | Italien                   |
| 7.–14. Juni              | Dauphiné Libéré          | Alejandro Valverde   | Ergebnis | Alejandro Valverde      | Caisse d’Epargne      | Spanien                   |
| 13.–21. Juni             | Tour de Suisse           | Fabian Cancellara    | Ergebnis | Alejandro Valverde      | Caisse d’Epargne      | Spanien                   |
| 4.–26. Juli              | Tour de France           | Alberto Contador     | Ergebnis | Alberto Contador        | Astana                | Spanien                   |
| 1. August                | Clásica San Sebastián    | Carlos Barredo       |          | Alberto Contador        | Astana                | Spanien                   |
| 2.–8. August             | Polen-Rundfahrt          | Alessandro Ballan    | Ergebnis | Alberto Contador        | Astana                | Spanien                   |
| 16. August               | Vattenfall Cyclassics    | Tyler Farrar         |          | Alberto Contador        | Astana                | Spanien                   |
| 23. August               | GP Ouest France-Plouay   | Simon Gerrans        |          | Alberto Contador        | Astana                | Spanien                   |
| 18.–25. August           | / Eneco Tour             | Edvald Boasson Hagen | Ergebnis | Alberto Contador        | Astana                | Spanien                   |
| 29. August–20. September | Vuelta a España          | Alejandro Valverde   | Ergebnis | Alberto Contador        | Astana                | Spanien                   |
| 17. Oktober              | Giro di Lombardia        | Philippe Gilbert     |          | Alberto Contador        | Astana                | Spanien                   |

## Wertungen
Die Endstände der Einzel-, Team- und Nationenwertung des neuen UCI World Rankings:

### Einzelwertung
| Platz | Name                 | Team             | Punkte |
| ----- | -------------------- | ---------------- | ------ |
| 001.  | Alberto Contador     | Astana           | 527    |
| 002.  | Alejandro Valverde   | Caisse d’Epargne | 483    |
| 003.  | Samuel Sánchez       | Euskaltel        | 357    |
| 004.  | Andy Schleck         | Team Saxo Bank   | 334    |
| 005.  | Cadel Evans          | Silence-Lotto    | 333    |
| 006.  | Edvald Boasson Hagen | Columbia         | 322    |
| 007.  | Roman Kreuziger      | Liquigas         | 319    |
| 008.  | Mark Cavendish       | Columbia         | 304    |
| 009.  | Philippe Gilbert     | Silence-Lotto    | 295    |
| 010.  | Robert Gesink        | Rabobank         | 266    |
| 013.  | Andreas Klöden       | Astana           | 232    |
| 023.  | Fabian Cancellara    | Team Saxo Bank   | 180    |
| 196.  | Bernhard Eisel       | Columbia         | 6      |

267 Fahrer haben mindestens einen Punkt erzielt.

### Teamwertung
Die Teamwertung wird ermittelt, indem die Punkte der 5 besten Fahrer jedes Teams addiert werden.
| Platz | Team                    | Punkte | Top 5 Fahrer                                                                         |
| ----- | ----------------------- | ------ | ------------------------------------------------------------------------------------ |
| 01.   | Astana                  | 1100   | Contador (527), Klöden (232), Armstrong (150), Zubeldia (112), Leipheimer (79)       |
| 02.   | Caisse d’Epargne        | 1048   | Valverde (483), Sánchez (211), Rodríguez (147), Moreno (117), Rojas (90)             |
| 03.   | Team Columbia-High Road | 957    | Boasson Hagen (322), Cavendish (304), Martin (125), Rogers (115), Greipel (91)       |
| 04.   | Team Saxo Bank          | 946    | A. Schleck (334), F. Schleck (212), Cancellara (180), Breschel (117), Kolobnew (103) |
| 05.   | Liquigas                | 923    | Kreuziger (319), Basso (229), Pellizotti (156), Nibali (135), Bennati (84)           |
| 06.   | Silence-Lotto           | 821    | Evans (333), Gilbert (295), Van Den Broeck (83), Hoste (60), Delage (50)             |
| 07.   | Cervélo TestTeam        | 804    | Haussler (217), Hushovd (216), Gerrans (176), Sastre (134), Deignan (61)             |
| 08.   | Quick Step              | 760    | Davis (249), Chavanel (194), Boonen (133), Devolder (104), Barredo (80)              |
| 09.   | Rabobank                | 707    | Gesink (266), Menschow (218), Flecha (85), Langeveld (76), Weening (62)              |
| 10.   | Katjuscha               | 637    | Iwanow (164), Karpez (157), Pozzato (154), Colom (145), Ignatjew (17)                |
| 18.   | Milram                  | 182    | Ciolek (88), Velits (51), Gerdemann (30), Fröhlinger (7), Terpstra (6)               |

34 Teams haben mindestens einen Punkt erzielt.

### Nationenwertung
Die Nationenwertung wird ermittelt, indem die Punkte der 5 besten Fahrer jedes Landes addiert werden.
| Platz | Nation             | Punkte | Top 5 Fahrer                                                                        |
| ----- | ------------------ | ------ | ----------------------------------------------------------------------------------- |
| 01.   | Spanien            | 1756   | Contador (527), Valverde (483), S. Sánchez (357), L. Sánchez (211), Astarloza (178) |
| 02.   | Italien            | 984    | Cunego (235), Basso (229), Rebellin (194), Garzelli (170), Pellizotti (156)         |
| 03.   | Australien         | 960    | Evans (333), Davis (249), Gerrans (176), Rogers (115), O’Grady (87)                 |
| 04.   | Deutschland        | 753    | Klöden (232), Haussler (217), Martin (125), Greipel (91), Ciolek (88)               |
| 05.   | Belgien            | 675    | Gilbert (295), Boonen (133), Devolder (104), Van Den Broeck (83), Hoste (60)        |
| 06.   | Russland           | 660    | Menschow (218), Iwanow (164), Karpez (157), Kolobnew (103), Trofimow (18)           |
| 07.   | Luxemburg          | 563    | A. Schleck (334), F. Schleck (212), Kirchen (17)                                    |
| 08.   | Niederlande        | 544    | Gesink (266), Langeveld (76), Hoogerland (76), Maaskant (64), Weening (62)          |
| 09.   | Norwegen           | 538    | Boasson Hagen (322), Hushovd (216)                                                  |
| 10.   | Vereinigte Staaten | 528    | Farrar (212), Armstrong (150), Leipheimer (79), Vande Velde (78), Hincapie (9)      |
| 15.   | Schweiz            | 285    | Cancellara (180), Elmiger (74), Albasini (19), Bertogliati (8), Zberg (4)           |
| 29.   | Österreich         | 12     | Eisel (6), Pfannberger (6)                                                          |

Fahrer aus 34 Nationen haben mindestens einen Punkt erzielt.

## Punkteverteilung
- Kategorie 1: Tour de France
- Kategorie 2: Giro d’Italia, Vuelta a España
- Kategorie 3: Monumente des Radsports, Restliche Rundfahrten
- Kategorie 4: Restliche Eintagesrennen

| Platzierung | Kat. 1 | Kat. 2 | Kat. 3 | Kat. 4 |
| ----------- | ------ | ------ | ------ | ------ |
| 1.          | 200    | 170    | 100    | 80     |
| 2.          | 150    | 130    | 80     | 60     |
| 3.          | 120    | 100    | 70     | 50     |
| 4.          | 110    | 90     | 60     | 40     |
| 5.          | 100    | 80     | 50     | 30     |
| 6.          | 90     | 70     | 40     | 22     |
| 7.          | 80     | 60     | 30     | 14     |
| 8.          | 70     | 52     | 20     | 10     |
| 9.          | 60     | 44     | 10     | 6      |
| 10.         | 50     | 38     | 4      | 2      |
| 11.         | 40     | 32     |        |        |
| 12.         | 30     | 26     |        |        |
| 13.         | 24     | 22     |        |        |
| 14.         | 20     | 18     |        |        |
| 15.         | 16     | 14     |        |        |
| 16.         | 12     | 10     |        |        |
| 17.         | 10     | 8      |        |        |
| 18.         | 8      | 6      |        |        |
| 19.         | 6      | 4      |        |        |
| 20.         | 4      | 2      |        |        |

| Platzierung | Kat. 1 | Kat. 2 | Kat. 3 |
| ----------- | ------ | ------ | ------ |
| 1.          | 20     | 16     | 6      |
| 2.          | 10     | 8      | 4      |
| 3.          | 6      | 4      | 2      |
| 4.          | 4      | 2      | 1      |
| 5.          | 2      | 1      | 1      |